# アラブの冬
アラブの冬（英語: Arab Winter）は、2010年代前半にアラブ世界で巻き起こった「アラブの春」が、その後権威主義体制や絶対君主制に回帰したり、内戦状態が続いたり、イスラーム過激派が活動を活発化させたりしたことで事実上挫折したことを指す言葉。
ワルシャワ大学の学者たちは、アラブの春は2014年を境に完全にアラブの冬へ移行した、と分析している。各地でのアラブの冬の様相は、多地域に及ぶ内戦や安定の欠如、経済と民主主義の後退、民族・宗教間対立の激化といった形で表れている。ベイルート・アメリカン大学の研究によれば、2014年までに、アラブの冬に関連して25万人以上が死亡し、数百万人が難民になった。その中でも、2014年から2019年まで「領土」を持って大規模な活動を続けた過激派組織ISIL（イラクとレバントのイスラム国）はアラブの冬を象徴する存在だったといえる。

## 定義

### 時系列的範囲
2011年6月、中国の復旦大学教授張維為が、アラブの春の中国への波及を予想するフランシス・フクヤマとの討論の中で、初めて「アラブの冬」を予言する言説を行った。「私が中東について理解する限りでは、西洋諸国はあまり喜びすぎない方がよいという結論に至っている。それはアメリカの利害に対して甚大な問題を投げかけるだろう。今『アラブの春』と呼ばれているそれは、間もなく中東の冬へと変わるだろうと考えている」。
ワルシャワ大学の学者たちは、アラブの春は始まってから2014年までの4年を経て、完全にアラブの冬へと転換したと分析している。ジェームズ・Y・シムス・ジュニア教授も、この見解を支持する文章を2017年にリッチモンド・タイムズ誌に投稿している。2016年前半、エコノミスト誌はアラブ諸国の状況を「史上最悪」と断じ、アラブの冬が進展していると論じた。

### 地理的範囲
「アラブの冬」は、中東・北アフリカのアラブ連盟諸国で起きた、シリア内戦、イラクでのイラク危機とそれに続く内戦、エジプトのムハンマド・ムルシー政権の崩壊とムスリム同胞団弾圧・シーシー政権成立、リビアでの革命後の内戦やイエメンのフーシ派クーデターと内戦などが挙げられる。
2013年6月3日にエジプトでクーデターが起き、革命前に似た権威主義体制が復活し、市民の自由権が再剥奪されたことは「軍部の冬」と呼ばれ、アラブの春の先が見通せなくなり始めたことを示す最初の事件だった。リビアでは革命を経て台頭した数々の軍事組織や部族の間で交渉が決裂し、内戦に突入した。シリア内戦が飛び火したレバノンや2013年に大規模な反政府騒乱が起きたバーレーンも、アラブの冬の地域に含まれる。2012年以降続いているマリ北部紛争も、しばしば「イスラム主義の冬」と呼ばれる。アラブの春の端緒となる革命が起きたチュニジアでもISILが活動しており、アラブの冬と関連付けられている。

## 影響

### 経済
イスラエルのシンクタンクであるモシェ・ダヤン中東アフリカ研究センターの2014年1月の分析によると、アラブの冬を通じてアラブ世界で80億ドルが費やされた。この年の時点で、シリア、エジプト、イラク、ヨルダン、レバノンの1600万人が人道援助を必要としているとされた。
一方で、エコノミスト誌はアラブの冬で不安定になったエジプトやチュニジアの代替として選ばれるであろうマルタが利益を得ている、という見解を示している。

### 犠牲者
ベイルート・アメリカン大学の研究によると、2014年夏までに、アラブの春により25万人以上の死者と数百万人の難民が発生した。
アメリカの保守派政治コラムニストのジョージ・ウィルは、2017年前半までにリビアで3万人が死亡し、シリアで22万人から32万人が殺され、シリア内戦だけでも400万人が難民になったとしている。

### 難民・移民危機

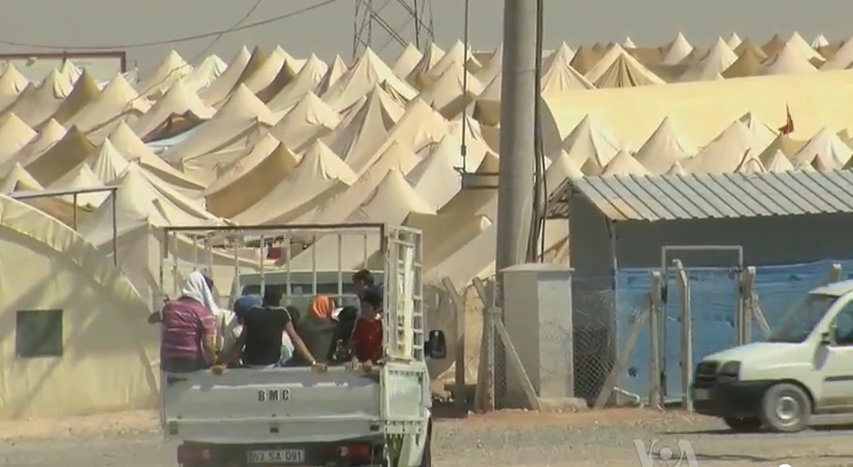
シリア内戦から逃れてきた人々のためのトルコ国境の難民キャンプ (2012年)

中東や北アフリカでの混乱と暴力の連鎖は、ヨーロッパへの大規模な難民移動を引き起こした。かつてベトナム戦争に関連して使われた「ボートピープル」という言葉が、リビアなどで家を追われたり、亡命を試みたりして欧州連合圏へ脱出しようとした人々を指す言葉として復活した。安全を求めて多くのリビア人やチュニジア人が地中海を渡ろうとしてきたことで、ヨーロッパ南岸諸国の政治家や民衆の間では、人々の「洪水」が押し寄せてくるという恐怖が巻き起こった。そのため、ヨーロッパ側の国々では急ごしらえで関連立法が進み、海洋をパトロールして難民をコントロールする試みがみられた。